# Gustav Bauer
Gustav Adolf Bauer (fil), född 6 januari 1870 i Darkhemen, nära Königsberg (nuvarande Kaliningrad), död 16 september 1944 i Hermsdorf, Berlin, var en tysk politiker (SPD) och Tysklands rikskansler 1919-1920.
Bauer började sin politiska karriär inom de tyska fackföreningarna, han var sekreterare vid centralarbetarsekretariatet i Berlin 1903-1908 och 1908-1918 satt Bauer som ordförande för de tyska fackföreningarnas centralorganisation samtidigt som han från 1912 var socialdemokratisk ledamot i den tyska riksdagen. Trots att han var socialdemokrat hade han på grund av sin duglighet och kompromissvilja stort förtroende även inom högerinriktade och rojalistiska kretsar i Tyskland, så år 1918 fick han ta plats som arbetsmarknadsminister i prins Max av Badens ministär. Bauer fick fortsatt förtroende på denna post när monarkin föll och hans partikamrat Philipp Scheidemann tillträdde som Weimarrepublikens förste rikskansler. Han var 1919 medlem av den konstituerade nationalförsamlingen.
I slutet av 1919 avgick Scheidemann i protest mot villkoren i Versaillesfreden varpå Bauer blev rikskansler. Han skulle dock själv avgå efter endast ett år på posten, och ersattes av sin partikamrat Hermann Müller. Tillsammans med rikspresidenten Friedrich Ebert och regeringen deltog han i flykten till Dresden under Kappkuppen. Bauer blev därefter kommunikationsminister och skatteminister i Müllers kortlivade ministär 1920 samt skatteminister och vicekansler i den centrum-ledda koalitionsregeringen under Joseph Wirth 1921-1922.
Bauers regering var en koalitionsregering mellan SPD (socialdemokraterna) och Centrumpartiet.
1925 uteslöts Bauer ur det socialdemokratiska partiet på grund av inblandning i ett svindelföretag, den så kallade Barmataffären.